# Crossley FWD
De Crossley FWD ((en)  Four Wheel Drive) was een vrachtwagen voor militair gebruik geproduceerd tussen 1940 en 1945. De vrachtwagen werd in diverse uitvoeringen gemaakt met de Royal Air Force als belangrijkste klant.

## Inleiding
Crossley Motors produceerde tussen beide wereldoorlogen al pantserwagens voor het Britse leger. Vanaf 1932 begon het bedrijf met de productie van vrachtwagens. Het was uiteindelijk zo succesvol dat het in 1937 stopte met het maken van personenwagens Vanaf het begin was het leger en met name de Britse luchtmacht een belangrijke afnemer.
Het leger had voor het uitbreken van de Tweede Wereldoorlog behoefte aan een vrachtwagen met een laadvermogen van 5 ton. In 1935 had het leger een beschrijving doen uitgaan waar de zogenaamde Q-type vrachtwagen aan moest voldoen. Haast was geboden en Crossley maakte bij het ontwerp gebruik van onderdelen voor civiele en oudere militaire vrachtwagens zoals de Crossley IGB (6×6).

## Beschrijving
De vrachtwagen kreeg een eigen Crossley-benzinemotor van het type 30/100. De motor telde vier clinders met een totale cilinderinhoud van 5.266 cc. Het vermogen verschilde enigszins, 90, 96 of 100 pk, over de jaren dat het voertuig in productie is geweest. De versnellingsbak telde vier versnellingen voor- en een achteruit. Een reductiebak was aanwezig waardoor het aantal versnellingen verdubbelde (4F1Rx2). Alle voertuigen hadden de mogelijkheid tot vierwielaandrijving (4×4). De brandstoftank had een capaciteit van 127 liter.

## Varianten
Naast de vrachtwagen werd ook een trekker in productie genomen vanaf 1943. De vrachtwagen had een gewicht 4,7 ton en de trekker was ongeveer 0,5 ton lichter. De trekker had ook een kortere wielbasis van 2,6 meter in vergelijking tot 3,5 meter voor de vrachtwagen.
De vrachtwagens werd gebruikt voor diverse toepassingen. Ze werden ingezet als radiowagen, bergingsvoertuig, bureauwagen en mobiele kranen. De trekker werden gebruikt voor de Queen Mary oplegger die door de luchtmacht werd gebruikt voor het vervoer van vliegtuigen.

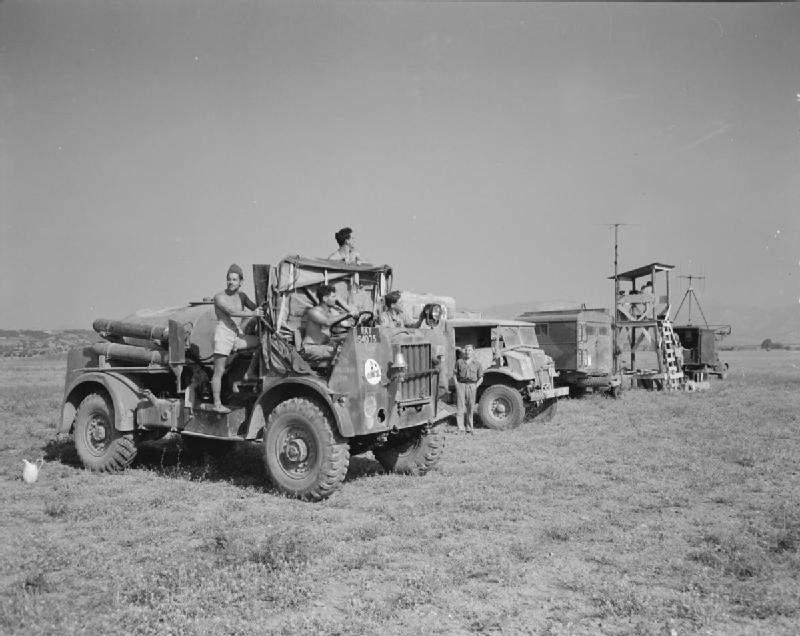
Crossley Crashtender op vliegveld bij Sisteron

Het chassis werd ook gebruikt voor een crashtender-versie. Deze werd gestationeerd bij vliegvelden om branden te blussen en reddingsoperaties uit te voeren. Het voertuig had tussen de achterassen een grote watertank met een capaciteit van 1.350 liter en kleinere tanks met in totaal 110 liter blusschuim. Diverse haspels zaten direct achter de bestuurderscabine om de blusmiddelen op het vuur te spuiten.

## Productie
In totaal zijn 7.406 vrachtwagens en 2.836 trekkers besteld. Op de laatste 100 bestelde exemplaren na zijn ze allemaal geproduceerd. De vrachtwagen was in productie tussen 1940 en 1945. Voor Crossley Motors was de FWD de meest geproduceerde vrachtwagen in de geschiedenis. De vrachtwagen kostte destijds tussen de £763 en £1.054 en de trekker was iets duurder met een prijs tussen de £ 972 en £ 1.106.
Na de oorlog werd het bedrijf in 1948 overgenomen door Associated Commercial Vehicles een dochterbedrijf van de Britse vrachtwagen- en busproducent AEC. De merknaam Crossley bleef wel behouden, maar werd alleen gebruikt in het buitenland.
Direct na de oorlog werd de eerste brandweerop Schiphol gevormd door de KLM. De KLM-brandweer begon met voertuigen uit de legerdumps, waaronder de Crossley FWD. Na de oorlog kwam de Crossley-crashtender ook in gebruik bij de Koninklijke Luchtmacht.